# معبد ساری

معبد ساری

معبد ساری (به انگلیسی: Sari temple) یک معبد بودایی قرن هشتمی است. در دوسون بندان، روستای تیرتومارتانی، کالاسان، منطقه سلمان، منطقه ویژه یوگیاکارتا، اندونزی واقع شده‌است. این بنا در شمال شرقی معبد کالاسان واقع شده‌است. معبد یک ساختمان دو طبقه با تیرهای چوبی، کف، پله‌های تکمیل شده با پنجره‌ها و درها بود. همه از مواد آلی که اکنون پوسیده شده و از بین رفته‌اند. گفته می‌شود که کارکرد اولیه این بنا، ویهارا (صومعه بودایی)، محل سکونت راهبان بوده‌است. نام معبد ساری یا ساره در زبان جاوه‌ای به معنای «خوابیدن» است که ماهیت سکونتی این بنا را نیز تأیید می‌کند.